# Haïtiens polonais
On nomme Haïtiens polonais (en créole haïtien : Polonè-Ayisyen, familièrement : Lepologne ; en polonais : Polscy Haitańczycy, Polonia w Haiti, Polacy w Haiti) des Haïtiens d'ascendance polonaise, datant du début du XIXe siècle ; certains d'entre eux peuvent également être Polonais de naissance plus récente qui ont acquis la citoyenneté haïtienne. Cazale, un petit village dans les hauteurs à environ 30 kilomètres de Port-au-Prince, est considéré comme le principal centre de la communauté polonaise en Haïti, mais il existe également d'autres villages polonisés.
À Cazale vivent les descendants de survivants des légionnaires polonais de Napoléon, qui avaient été envoyés au combat par Napoléon mais ont ensuite choisi de rejoindre les esclaves haïtiens pendant la Révolution haïtienne. Quelque 400 à 500 de ces Polonais se seraient installés en Haïti après la guerre. Ils y ont reçu un statut spécial de Noir honoraire (ils étaient légalement considérés comme noirs, en dépit de leur couleur de peau réelle) ainsi que la pleine citoyenneté en vertu de la constitution haïtienne par Jean-Jacques Dessalines, le premier dirigeant d'Haïti indépendant.

## Histoire
En 1802, Napoléon envoya une légion polonaise d'environ 5 200 hommes rejoindre les forces françaises à Saint-Domingue pour réprimer la rébellion des esclaves haïtiens. Les Polonais espéraient recevoir en échange le soutien de la France pour restaurer l'indépendance de la Pologne, rayée de la carte en 1795. Une fois sur place, les soldats polonais apprirent que les Français tentaient de réprimer un soulèvement d'Africains réduits en esclavage luttant pour leur liberté face aux maîtres blancs.
Les soldats français et polonais souffraient d'une mortalité élevée, plus de décès étant dus à la fièvre jaune qu'aux combats. Les soldats polonais survivants admiraient leurs adversaires, et certains d'entre eux se retournèrent finalement contre l'armée française, rejoignant les Haïtiens rebelles. Parmi ces soldats polonais restés aux côtés des Français, certains omirent intentionnellement de suivre correctement les ordres et refusèrent d'exécuter les prisonniers capturés. Władysław Franciszek Jabłonowski, qui était à moitié noir, était l'un des généraux polonais mais mourut de la fièvre jaune peu après avoir atteint Saint-Domingue,. Les soldats polonais sont ainsi crédités d'avoir contribué à l'établissement de la première république noire libre au monde et du premier État indépendant des Caraïbes.
Après l'indépendance d'Haïti, Dessalines a reconnu les Polonais et les a épargnés lorsqu'il a ordonné le massacre de la plupart des Blancs français et de nombreux Noirs libres (mulâtres) sur l'île. Il a reconnu les Polonais comme Noirs, qui constituait la nouvelle classe dirigeante, et dans la constitution leur a accordé la pleine citoyenneté haïtienne. Cazale est devenu un centre de leur communauté. Les descendants des Polonais-Haïtiens étaient des paysans, comme la grande majorité de la plupart des habitants de l'île.
Le premier chef d'État d'Haïti, Jean-Jacques Dessalines, qualifiait le peuple polonais de « nègres blancs d'Europe », ce qui était alors considéré comme un grand honneur, signifiant la fraternité entre Polonais et Haïtiens. Environ 160 ans plus tard, au milieu du XXe siècle, François Duvalier, le président d'Haïti qui était connu pour ses opinions nationalistes noires et panafricaines, a réemployé ce même concept de « Nègres blancs d'Europe » pour se référer au peuple polonais et glorifier leur patriotisme,.
En 1983, le pape Jean-Paul II s'est rendu en Haïti. Il y mentionne la façon dont les Polonais ont contribué à la rébellion des esclaves menant à l'indépendance d'Haïti. Pour cette visite, deux prêtres catholiques se sont rendus à Cazale et ont demandé à un certain nombre d'Haïtiens polonais (bien que les sources historiques ne s'entendent pas sur le nombre d'invités) de s'habiller en « vêtements traditionnels » et d'assister au discours papal et aux cérémonies associées.

## Situation actuelle
À ce jour, les Haïtiens polonais sont métis et souvent identifiés par des caractéristiques européennes telles que des cheveux blonds ou plus clairs et plus raides, des yeux clairs, et des traits du visage plus européens. Initialement, la plupart des Polonais se sont installés à Cazale, La Vallée-de-Jacmel, Fond-des-Blancs, La Baleine, Port-Salut et Saint-Jean-du-Sud, où ils vivaient en tant que paysans, avec leurs épouses haïtiennes et leurs familles.
La communauté ne possède ni livres, ni documents, ni photographies du passé. Même les histoires les plus significatives transmises de génération en génération n'ont pas survécu. Certaines coutumes ont survécu sous des formes rudimentaires, comme la danse appelée polka, ou la tresse à la manière slave, inconnue dans les Caraïbes. L'influence polonaise se manifeste également par des dictons passés dans le langage courant, comme Lá-bas en Pologne, M-ap Fe Krakow (« je fais comme à Cracovie », c'est-à-dire de manière très ordonnée), Chajé kou Lapologn (« charger comme la Pologne », c'est-à-dire en grand nombre, de manière efficace, par exemple lorsque les étudiants sont bien préparés pour un examen, ils peuvent dire mouin chajé kou Lapologn). Les habitants de Cazale se désignent eux-mêmes comme les « Polonais » (My, Polacy). Le nom de famille le plus courant est Belno, dérivé de Belnowski.